# George Folingsby
George Frederick Folingsby, né le 23 août 1828 à dans le comté de Wicklow et mort le 4 janvier 1891 à Melbourne, est un peintre et professeur d'art. 

## Biographie
George Frederick Folingsby naît le 23 août 1828 dans le comté de Wicklow.
À 18 ans, il se rend à New York, fréquente la National Academy of Design et est illustrateur pour Harper's Magazine et l'Illustrated Magazine of Art. Après avoir beaucoup voyagé, il étudie le dessin à l'Académie de Munich en 1852-1854 et devient brièvement l'élève de Thomas Couture à Paris.
Élève de Piloty, il s'installe à Munich à partir de 1855, il passe cinq ans auprès de l'artiste qui exerce une influence majeure sur son style et sa technique.
En 1880, il se rend dans l'État de Victoria à la demande des administrateurs de la National Gallery de Melbourne, dont il est ensuite nommé directeur. Il occupe le poste de 1882 jusqu'à sa mort. La collection contient son tableau d'Henri VIII et d'Anne Boleyn, mais son travail en Australie se limite principalement à des portraits.
George Frederick Folingsby meurt le 4 janvier 1891 à Melbourne à l’âge de 62 ans.